# XPr (Inschrift)

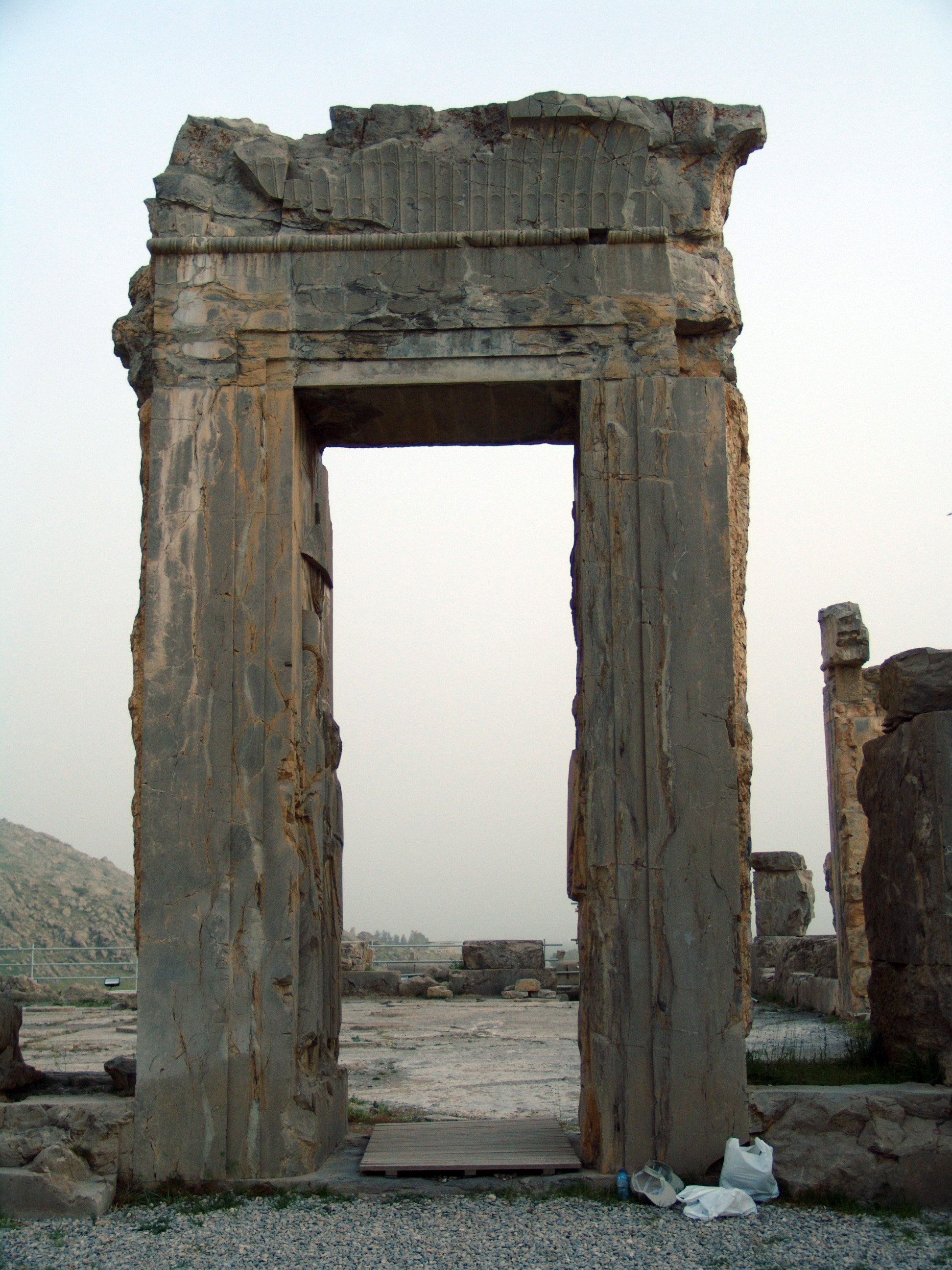
An einem solchen Türrahmen dürfte die Inschrift XPr vorhanden gewesen sein

XPr ist die Bezeichnung einer Inschrift von Xerxes I. (X). Sie wurde in Persepolis (P) entdeckt und von der Wissenschaft mit einem Index (r) versehen. Die Inschrift liegt in altpersischer, elamischer und babylonischer Sprache vor. Sie ist in mehreren Ausführungen überliefert.

## Inhalt
„Xerxes, der große König, König der Könige, des Dareios, des Königs, Sohn, ein Achaimenide.“

## Beschreibung
Die Inschrift XPr dürfte auf mindestens einer Seite der meisten steinernen Türrahmen des Palastes vorhanden gewesen sein. Dort, wo sie erhalten ist, ist sie in das Äußere der beiden vertieften Bänder eingraviert, die die Türöffnungen einrahmen. Die altpersische Sprachversion befindet sich an der Oberseite des Rahmens, die elamische auf der linken und die babylonische auf der rechten Seite. Fünf Überlieferungen befinden sich in situ (am Ursprungsort): am östlichen Türrahmen des Portikus auf der Westseite,  am westlichen Türrahmen des Portikus auf der Westseite und am westlichen Türrahmen der Nordmauer der Haupthalle auf der Nordseite. Bei der letztgenannten fehlt die babylonische Sprachversion. Fragmentarisch erhalten sind die elamischen Sprachversionen am östlichen Türrahmen der Nordmauer der Haupthalle auf der Nordseite und am nördlichen Türrahmen des sogenannten Raums 10 auf der Südseite.
Der Text von XPr ist identisch mit demjenigen von XPe, XPp und XPq. Alle Inschriften vor Ort und Fragmente mit diesem Text wurden deshalb bis 2000 unter der Notation XPe geführt. Alireza Shapour Shahbazi gruppierte sie 1985 nach der Anzahl Zeilen und Rüdiger Schmitt trennte sie im Jahr 2000 auf der Basis von Kontext, Standort und Funktionalität in vier verschiedene Inschriften.